# Arxamunik
Arxamunik (armeni: Արշամունիք) o Aixmunik (Աշմունիք) fou un districte de l'oest del Tauruberan, limitat al nord pel Mardali; a l'est pel Varazhnunik i Hark; i al sud pel Taron. La ciutat principal fou Eriza.
Fou feu dels Arxamuní.